# Цветение Максимо Оливероса
«Цветение Максимо Оливероса» (филипп. Ang Pagdadalaga ni Maximo Oliveros, англ. The Blossoming of Maximo Oliveros) — фильм режиссёра Ауреуса Солито, история 12-летнего гея, который влюбляется в полицейского.

## Сюжет
Макси — необычный 12-летний подросток из манильских трущоб, больше похожий на девочку, чем на мальчика. Макси является младшим братом в семье, где отец, который давно овдовел, продает мобильные телефоны, которые крадут другие братья. Подросток бросил школу. Всё время он проводит за приготовлением пищи, уборкой, ремонтом одежды для своей семьи. Мальчик знакомится с полицейским по имени Виктор, который спасает его от уличной расправы, между ними завязываются дружеские отношения. Проблема в том, что Виктор решил вывести на чистую воду криминальное семейство и подросток вынужден делать нелёгкий выбор, решать что ему дороже: отец и братья, которых он очень любит, или новый странный друг, который больше, чем просто друг.

## В ролях
| Актёр          | Роль   |
| -------------- | ------ |
| Натан Лопез    | Макси  |
| Солиман Круз   | Пако   |
| Клодин Наджера | Дженет |

## Призы и номинации
Фильм номинировался на награды и получил призы:
| Год  | Фестиваль                | Награда/Номинация                                  | Победил? |
| ---- | ------------------------ | -------------------------------------------------- | -------- |
| 2006 | Берлинский кинофестиваль | Хрустальный медведь, «Лучший художественный фильм» | Да       |
| 2006 | Берлинский кинофестиваль | Премия Тедди, «Лучший художественный фильм»        | Да       |
| 2006 | Кинофестиваль Санденс    | Гран-при в категории «Драматический фильм»         | Нет      |
| 2007 | Независимый дух          | «Лучший иностранный фильм»                         | Нет      |